# 2014 DX110
2014 DX110 (también escrito 2014 DX110) es un asteroide próximo a la Tierra de entre 20 y 40 m de diámetro que pasó a menos de la distancia lunar de la Tierra, 384 400 km, el 5 de marzo de 2014. Con una magnitud absoluta (M) de 25,7 2014 DX110 es el asteroide más grande encontrado dentro de la órbita de la Luna desde el 2013 PJ10, hallado el 4 de agosto de 2013. El acercamiento fue retransmitido en vivo por Slooh y Virtual Telescope.

## Acercamiento
El asteroide entró en oposición el 15 de febrero de 2014, pero tenía una magnitud aparente muy débil, de aproximadamente 23, y estaba a sólo 10 grados de la luna llena. El asteroide fue descubierto el 28 de febrero de 2014 por Pan-STARRS con una magnitud aparente de 20 usando un telescopio Ritchey-Chrétien de 1,8 metros (71 pulgadas).
El 5 de marzo de 2014 a las 21:00 UT, el asteroide pasó a 0.00232 AU ( 347,000 km ) de la Tierra y alcanzó una magnitud aparente 15 A las 22:22 UT pasó a 0,00249 UA ( 372.000 km 231 000 millas) de la Luna EL 6 de marzo de 2014 18:00 UT, el asteroide estaba a menos de 30 grados del Sol atenuado significativamente
Tiene un arco de observación de 5 días, con un parámetro de incertidumbre de 6. Fue eliminado de la "Sentry List Table" de la JPL el 5 de marzo de 2014 usando la solución JPL 3 con un arco de observación de 5 días. Cuando el asteroide sólo tenía un arco de observación de 4 días y los clones virtuales del asteroide se ajustaron a la región de incertidumbre en la trayectoria conocida, se encontró que existía una probabiliad de entre 1 en 10 millones de que el asteroide impactara la Tierra el 4 de marzo de 2046. Con un -7,11 en la escala de Palermo en 20466, la probabilidad de impacto para el 2014 DX110 en 2046 era de cerca de 13 millones de veces menos que el fondo nivel de riesgo de los impactos de la Tierra, que se define como el promedio del riesgo planteado por los objetos del mismo tamaño o más grande sobre él a lo largo de los años hasta la fecha sobre el impacto potencial. El uso de la órbita nominal, NEODyS muestra que el asteroide se encontrará a 2,8 UA (420 millones kilómetros) de la Tierra el 4 de marzo de 2046.